# Хлёсткина, Наталья Евгеньевна
Наталья Евгеньевна Хлёсткина (род. 23 апреля 1992, Чебоксары) — российская тяжелоатлетка, чемпионка и призёр чемпионатов России, двукратная чемпионка Европы, мастер спорта России международного класса (15/1/2015).

## Биография
Начала тренироваться в 2004 году в Чебоксарах в отделении тяжелой атлетики МБОУДО «ДЮСШ им. В. С. Соколова» у тренера Геннадия Иванова. Является членом сборных команд Чувашии и России. В 2014 году стала чемпионкой страны. На двух последующих чемпионатах становилась призёром. Победительница и призёр ряда всероссийских и международных турниров.

## Спортивные результаты
- Кубок России по тяжёлой атлетике 2011 года — ;
- Кубок России по тяжёлой атлетике 2012 года — ;
- Чемпионат России по тяжёлой атлетике 2014 года — ;
- Чемпионат России по тяжёлой атлетике 2015 года — ;
- Чемпионат ПФО по тяжёлой атлетике 2015 года — ;
- Международный турнир по тяжёлой атлетике 2015 года (Фуджоу, КНР) — ;
- Чемпионат России по тяжёлой атлетике 2016 года — ;
- Кубок России по тяжёлой атлетике 2016 года — ;
- Чемпионат России по тяжёлой атлетике 2017 года — ;
- Кубок России по тяжёлой атлетике 2017 года — ;